# Gerbera Complex
Gerbera Complex è il nome di un gruppo informale (provvisorio) di alcune piante angiosperme dicotiledoni della famiglia delle Asteraceae.

## Descrizione

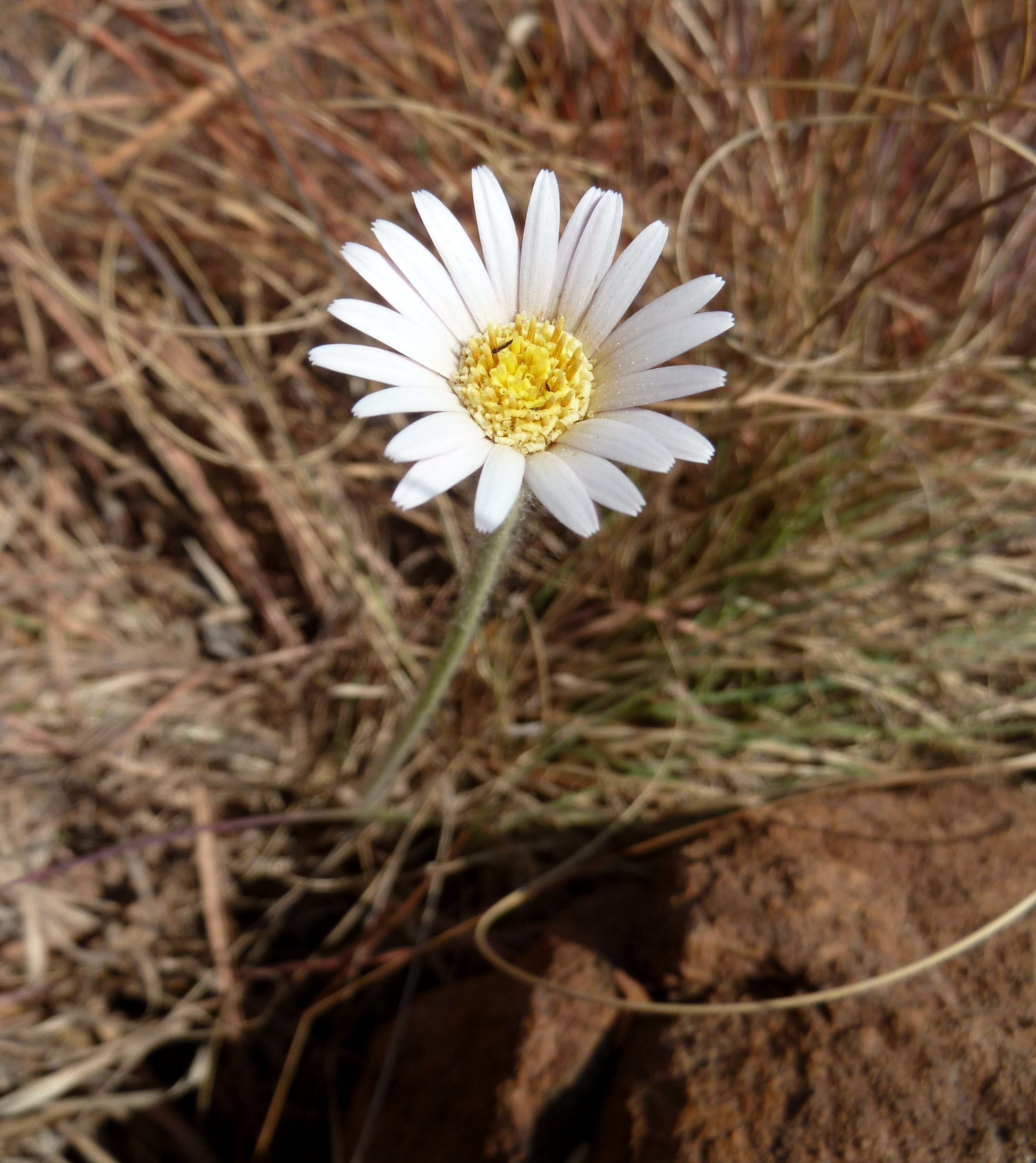
Il portamento
Gerbera viridifolia

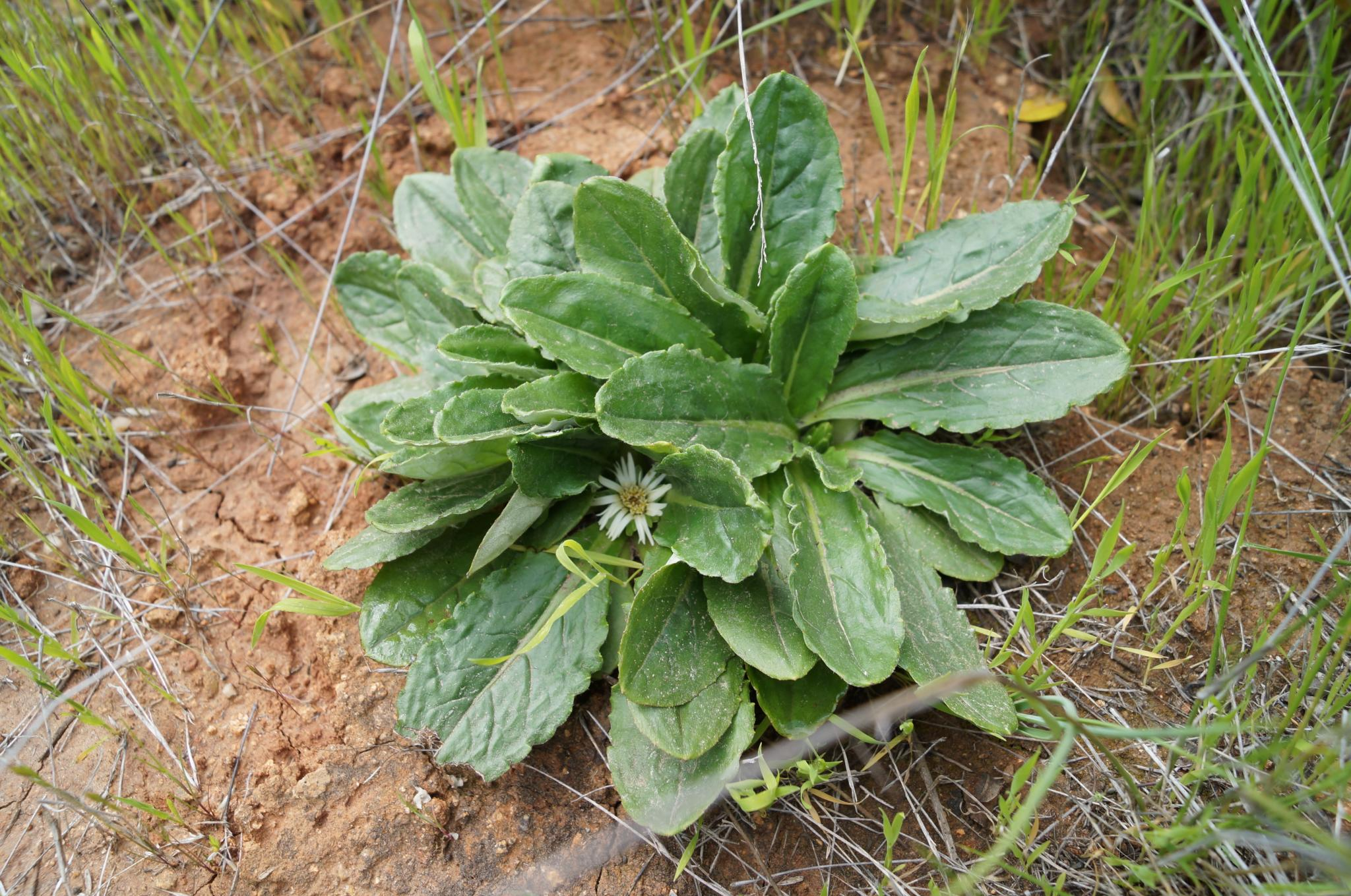
Le foglie
Chaptalia exscapa

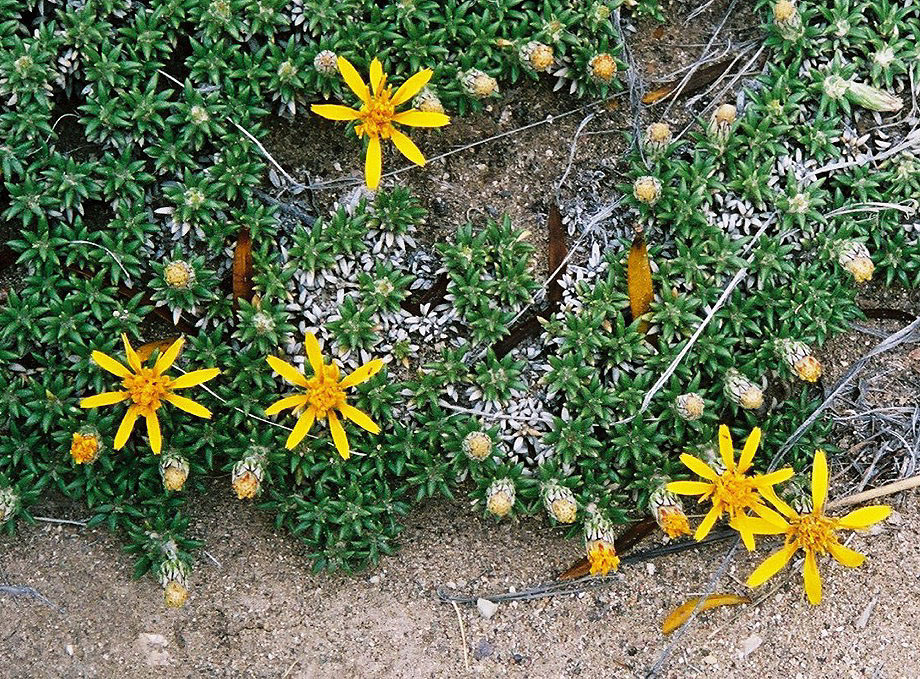
Infiorescenza
Brachyclados caespitosus

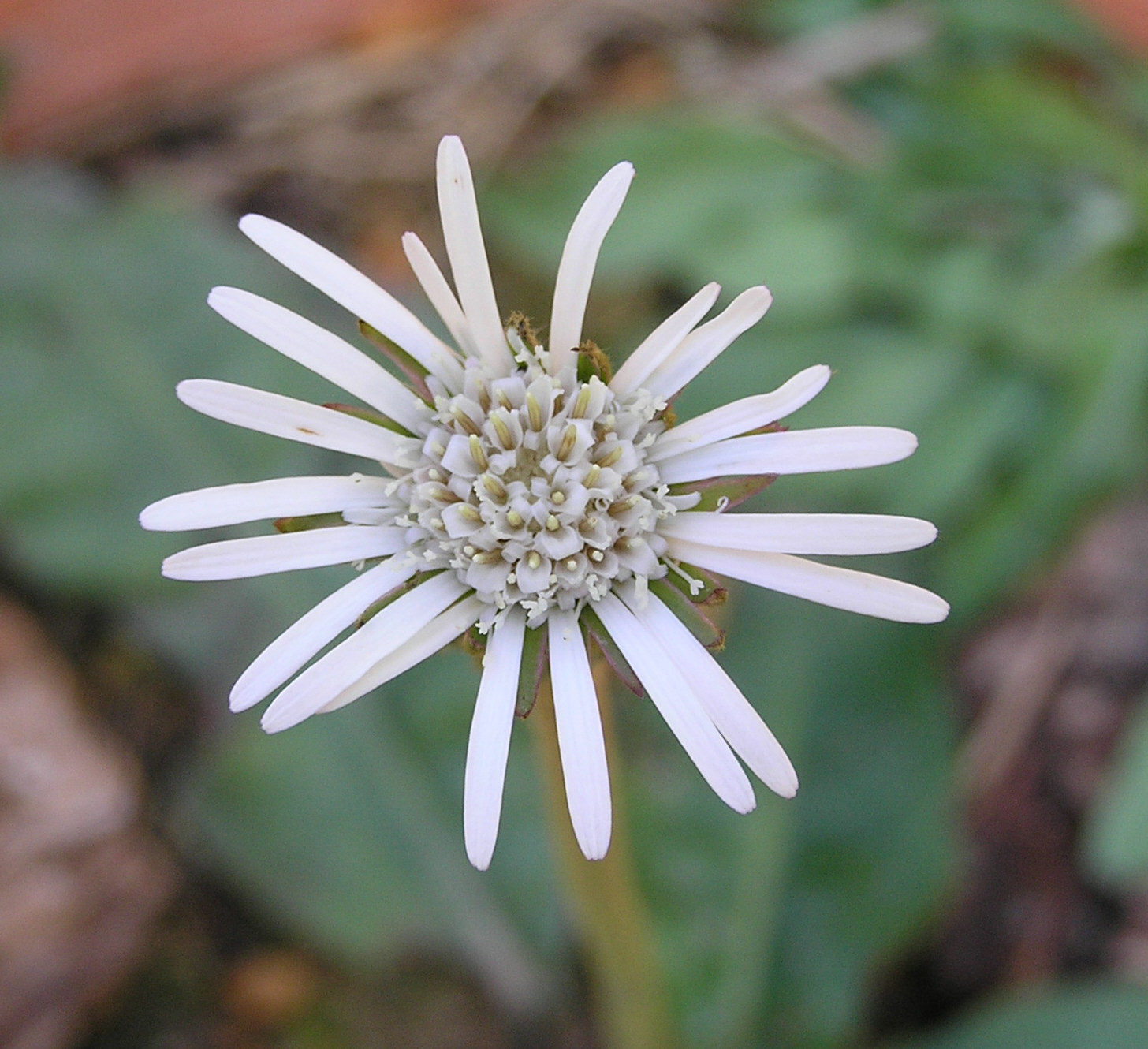
I fiori
Piloselloides hirsuta

Le specie di questa voce sono piante annuali o perenni con portamenti erbacei o arbustivi o (meno spesso) arborei o rampicanti o nano-cespitosi (in Brachyclados gli arbusti sono brachiblasti, ossia dei rami che hanno gli internodî molto brevi, per cui le foglie risultano assai ravvicinate).
In genere sono presenti sia foglie basali che cauline. Le foglie lungo il caule sono disposte in modo alternato. Quelle basali spesso formano delle rosette (disposizione rosulata). La forma delle lamine è varia: intera e semplice o pennata o imparipennata con contorno più o meno da lanceolato a ovato, raramente a forma di viticcio. In alcuni casi le foglie hanno delle venature parallele (Lulia nervosa).
Le infiorescenze sono composte da capolini terminali solitari o raccolti in formazioni corimbose o paicolate. I capolini possono essere radiati ed omogami/eterogami, oppure discoidi e omogami (molto raramente disciformi) e sono formati da un involucro a forma cilindrica, spiraleggiante, campanulata o emisferica composto da brattee (o squame) all'interno delle quali un ricettacolo fa da base ai fiori di due tipi (più o meno): tubulosi e ligulati. Le brattee, simili a foglie, disposte su 2 - 8 serie in modo embricato sono di vario tipo e consistenza. Il ricettacolo, pubescente, a forma piatta e alveolato, è nudo (senza pagliette).
I generi Chaptalia e Leibnitzia presentano l'alternanza di capolini casmogami (cioè che presentano l'usuale meccanismo di impollinazione incrociata dopo la fioritura), e capolini cleistogami (cioè che si riproducono per autoimpollinazione senza che si verifichi l'apertura dei fiori).
I fiori dimorfici, sia quelli tubulosi che ligulati (in alcune specie - Chaptalia - i fiori sono trimorfici), sono tetra-ciclici (ossia sono presenti 4 verticilli: calice – corolla – androceo – gineceo) e pentameri (ogni verticillo ha 5 elementi). I fiori sono ermafroditi, actinomorfi o zigomorfi e fertili. In genere i fiori del raggio (quelli periferici), se presenti, sono femminili e disposti in modo uniseriale, con corolla bilabiata (più o meno zigomorfi) e sono privi (oppure no) degli staminoidi. I fiori del disco (quelli centrali), sono ermafroditi, con corolle a 5 profondi lobi (actinomorfi) oppure subligulati.
- Formula fiorale:

*/x K {\displaystyle \infty }, [C (5), A (5)], G 2 (infero), achenio
- Calice: i sepali del calice sono ridotti ad una coroncina di squame.
- Corolla: la corolla è formata da un tubo terminante in modo bilabiato (fiori radiati periferici sono quasi ligulati - con un arto espanso nastriforme) o con 5 lobi (fiori tubulosi centrali del disco). I colori sono vari.
- Androceo: gli stami sono 5 con filamenti liberi, glabri o papillosi e distinti, mentre le antere sono saldate in un manicotto (o tubo) circondante lo stilo. Le antere in genere hanno una forma sagittata con base caudata (arrotondata o acuta). Il polline normalmente è tricolporato a forma sferica (può essere microechinato).
- Gineceo: lo stilo è filiforme; gli stigmi dello stilo sono due divergenti, corti e spesso sono papillosi oppure glabri con un ciuffo di peli apicali. L'ovario è infero uniloculare formato da 2 carpelli. L'ovulo è unico e anatropo.

I frutti sono degli acheni con pappo. La forma dell'achenio in genere è cilindrica o fusiforme (raramente è obcompressa) con 5 - 10 coste longitudinali o rostri. Il pericarpo può essere di tipo parenchimatico, altrimenti è indurito (lignificato) radialmente; la superficie è setolosa o glabra o irsuta. Il carpopodium è assente, oppure ha delle forme anulari. Il pappo, formato da una o più serie di setole piumose o barbate, decidue o persistenti, è direttamente inserito nel pericarpo o connato in un anello parenchimatico posto sulla parte apicale dell'achenio.

## Biologia
- Impollinazione: l'impollinazione avviene tramite insetti (impollinazione entomogama tramite farfalle diurne e notturne).
- Riproduzione: la fecondazione avviene fondamentalmente tramite l'impollinazione dei fiori (vedi sopra).
- Dispersione: i semi (gli acheni) cadendo a terra sono successivamente dispersi soprattutto da insetti tipo formiche (disseminazione mirmecoria). In questo tipo di piante avviene anche un altro tipo di dispersione: zoocoria. Infatti gli uncini delle brattee dell'involucro si agganciano ai peli degli animali di passaggio disperdendo così anche su lunghe distanze i semi della pianta.

## Distribuzione e habitat
I generi di Gerbera Complex sono presenti soprattutto in America, Africa e Asia.

## Tassonomia
La famiglia di appartenenza di questa voce (Asteraceae o Compositae, nomen conservandum) probabilmente originaria del Sud America, è la più numerosa del mondo vegetale, comprende oltre 23.000 specie distribuite su 1.535 generi, oppure 22.750 specie e 1.530 generi secondo altre fonti (una delle checklist più aggiornata elenca fino a 1.679 generi). La famiglia attualmente (2021) è divisa in 16 sottofamiglie.

### Filogenesi
La sottofamiglia Mutisioideae, nell'ambito delle Asteraceae occupa una posizione "basale" (si è evoluta precocemente rispetto al resto della famiglia) ed è molto vicina alla sottofamiglia Stifftioideae. La tribù Mutisieae con la tribù Nassauvieae formano due "gruppi fratelli" ed entrambe rappresentano il "core" della sottofamiglia.
Le relazioni intergeneriche all'interno della sottofamiglia Mutisioideae sono storicamente incerte. Il gruppo informale Gerbera Complex è descritto all'interno della tribù Mutisieae, raggruppamento che la classificazione tradizionale collocava più o meno all'interno della sottofamiglia Cichorioideae e che la moderna classificazione filogenetica ha ricollocato, ridisegnandone i confini, all'interno della sottofamiglia Mutisioideae. Questo gruppo deriva da una precedente circoscrizione definita subtribù "Gerberinae" Benth. & Hook. f., 1873 ma con una diversa composizione di generi (Trichocline, Chaptalia, Leibnitzia, Uechtritzia, Amblysperma, Perdicium, Gerbera), mentre altri studi avevano relegato i generi di questa voce nel clade "Mutisia Clade" insieme ai generi di altre sottotribù.
Un recente studio ha cercato di mettere ordine in questo gruppo di generi proponendo provvisoriamente il gruppo informale di questa voce. All'interno del "Gerbera Complex", fortemente monofiletico (supportato dalle analisi molecolari e dalla morfologia), sono stati individuati due cladi principali: il "Clade A" formato dai generi Lulia, Trichocline e Brachyclados, tutti endemici del Sudamerica e il "Clade B" formato dai generi Chaptalia, Gerbera, Leibnitzia, Oreoseris e Perdicium colonizzatori degli altri continenti comprese alcune aree delle latitudini temperate settentrionali. Il "Clade B" è ulteriormente suddiviso in due sottocladi: il genere Chaptalia da un ramo e dall'altro il genere Leibnitzia e il genere Gerbera che si presenta ancora non monofiletico a causa dell'inclusione di alcune specie africane e asiatiche: genere Amblysperma (sinonimo di Trichocline) e genere Uechtritzia (sinonimo di Oreoseris). Ulteriori studi sono necessari per definire meglio il gruppo ed eventualmente inserirlo in un contesto tassonomico appropriato.
Dal punto di vista evolutivo la datazione biogeografica e molecolare mostra un'origine sudamericana per i primi nodi divergenti del gruppo con un'età compresa tra 33 e 18 milioni di anni fa; probabile origine nelle Ande nel tardo Oligocene. Quindi si sono avuti eventi di dispersione a lunga distanza in Nord America e Asia ed altri separati in Africa e Australia. Per i due cladi principali le date in base alla calibrazione filogenetico-molecolare sono le seguenti: "Clade A" 24 - 11 milioni di anni fa; "Clade B" 18 - 9 milioni di anni fa.
Il cladogramma seguente presenta una possibile configurazione filogenetica del gruppo:
|  | Lulia                                                        |
|  |                                                              |
|  | \| \| Brachyclados \| \| \| \| \| \| Trichocline \| \| \| \| |
|  |                                                              |
|  | Brachyclados                                                 |
|  |                                                              |
|  | Trichocline                                                  |
|  |                                                              |

|  | Brachyclados |
|  |              |
|  | Trichocline  |
|  |              |

|  | Leibnitzia                                            |
|  |                                                       |
|  | \| \| Oreoseris \| \| \| \| \| \| Gerbera \| \| \| \| |
|  |                                                       |
|  | Oreoseris                                             |
|  |                                                       |
|  | Gerbera                                               |
|  |                                                       |

|  | Oreoseris |
|  |           |
|  | Gerbera   |
|  |           |

|  | Leibnitzia                                            |
|  |                                                       |
|  | \| \| Oreoseris \| \| \| \| \| \| Gerbera \| \| \| \| |
|  |                                                       |
|  | Oreoseris                                             |
|  |                                                       |
|  | Gerbera                                               |
|  |                                                       |

|  | Oreoseris |
|  |           |
|  | Gerbera   |
|  |           |

|  | Lulia                                                        |
|  |                                                              |
|  | \| \| Brachyclados \| \| \| \| \| \| Trichocline \| \| \| \| |
|  |                                                              |
|  | Brachyclados                                                 |
|  |                                                              |
|  | Trichocline                                                  |
|  |                                                              |

|  | Brachyclados |
|  |              |
|  | Trichocline  |
|  |              |

|  | Leibnitzia                                            |
|  |                                                       |
|  | \| \| Oreoseris \| \| \| \| \| \| Gerbera \| \| \| \| |
|  |                                                       |
|  | Oreoseris                                             |
|  |                                                       |
|  | Gerbera                                               |
|  |                                                       |

|  | Oreoseris |
|  |           |
|  | Gerbera   |
|  |           |

|  | Leibnitzia                                            |
|  |                                                       |
|  | \| \| Oreoseris \| \| \| \| \| \| Gerbera \| \| \| \| |
|  |                                                       |
|  | Oreoseris                                             |
|  |                                                       |
|  | Gerbera                                               |
|  |                                                       |

|  | Oreoseris |
|  |           |
|  | Gerbera   |
|  |           |

### Elenco generi
Questa voce comprende 9 generi e 140 specie:
| Genere                                | N. specie                                 | Numeri cromosomici | Distribuzione |
| ------------------------------------- | ----------------------------------------- | ------------------ | --- |
| Brachyclados D.Don, 1832              | 3                                         | 2n = 46            | Cile e Argentina |
| Chaptalia Vent., 1802                 | 69                                        | 2n = 32 e 48       | Dagli Stati Uniti meridionali, attraverso il Messico e l'America centrale, sino al Sud America                          |
| Gerbera L., 1758                      | 22                                        | 2n = 46 e 50       | Africa, Madagascar, Asia tropicale e Sud America                                                                        |
| Leibnitzia Cass., 1822                | 6                                         | 2n = 46            | 3 specie in Nord America e America centrale; 5 specie in Asia                                                           |
| Lulia Zardini, 1980                   | Una specie: Lulia nervosa (Less.) Zardini |                    | Brasile |
| Oreoseris DC., 1838                   | 12                                        | 2n = 36            | Asia, dall'Anatolia alla Cina occidentale                                                                               |
| Perdicium L., 1760                    | 2                                         |                    | Sudafrica |
| Piloselloides (Less.) C.Jeffrey, 1967 | 2                                         |                    | Africa (centrale e meridionale) e Asia (tropicale-orientale)                                                            |
| Trichocline Cass., 1817               | 23                                        | 2n = 36 e 40       | In Sudamerica, dal Perù meridionale all'Argentina e al Cile, con un'unica specie (Trichocline spathulata) in Australia. |